# Haardtrand
Haardtrand este o arie protejată (arie de protecție specială avifaunistică — SPA) din Germania întinsă pe o suprafață de 14.728 ha, integral pe uscat.

## Localizare
Centrul sitului Haardtrand este situat la coordonatele 49°25′06″N 8°08′49″E / 49.4183°N 8.1469°E.

## Înființare
Situl Haardtrand a fost declarat arie de protecție specială avifaunistică în ianuarie 2004 pentru a proteja 25 de specii de animale.

## Biodiversitate
Situată în ecoregiunea continentală, aria protejată nu include niciun habitat protejat.
La baza desemnării sitului se află mai multe specii protejate de  păsări (25): minunița (Aegolius funereus), fâsă-de-câmp (Anthus campestris), buha (Bubo bubo), caprimulg (Caprimulgus europaeus), erete de stuf (Circus aeruginosus), erete cenușiu (Circus pygargus), cristeiul de câmp (Crex crex), ciocănitoarea de stejar (Dendrocopos medius), ciocănitoare neagră (Dryocopus martius), presură sură (Emberiza calandra), presură de munte (Emberiza cia), presură bărboasă (Emberiza cirlus), Falco peregrinus peregrinus, șoimul rândunelelor (Falco subbuteo), ciuvică (Glaucidium passerinum), capîntortură (Jynx torquilla), sfrâncioc roșiatic (Lanius collurio), sfrâncioc mare (Lanius excubitor excubitor), sfrâncioc cu cap roșu (Lanius senator), ciocârlie de pădure (Lullula arborea), pietrar sur (Oenanthe oenanthe), viespar (Pernis apivorus), ciocănitoare verzuie (Picus canus), mărăcinar negru (Saxicola torquatus), pupăză (Upupa epops).